# Marumba celebensis
Marumba celebensis är en fjärilsart som beskrevs av Rothschild och Jordan 1903. Marumba celebensis ingår i släktet Marumba och familjen svärmare. Inga underarter finns listade i Catalogue of Life.